# Мали Цирник при Шентјанжу
Мали Цирник при Шентјанжу (словен. Mali Cirnik pri Šentjanžu) је насељено место у општини Шентруперт, регија Југоисточна Словенија, Словенија.

## Историја
До територијалне реорганизације у Словенији био је у саставу старе општине Севница.

## Становништво
У попису становништва из 2011. године, Мали Цирник при Шентјанжу имао је 87 становника.
| Број становника према пописима | Број становника према пописима | Број становника према пописима |
| ------------------------------ | ------------------------------ | ------------------------------ |
| 1991                           | 2002                           | 2011                           |
| 85                             | 62                             | 87                             |

Напомена: До 1955. исказивано под именом Мали Цирник.